# گوژیرا
گوژیرا (به فرانسوی: Gojira) یک گروه متال فرانسوی از شهر بایون است که در سال ۱۹۹۶ با نام گودزیلا آغاز به کار کرد. در سال ۲۰۰۱ این گروه به گوژیرا تغییر نام داد.

## اعضا

### اعضای کنونی
- جو دوپلانتیه: خواننده، گیتار (۱۹۹۶ تا کنون)
- ماریو دوپلانتیه: درام، پرکاشن (۱۹۹۶ تا کنون)
- کریستین اندرو: گیتار (۱۹۹۶ تا کنون)
- ژان-میشل لابیدی: گیتار بیس (۲۰۰۱ تا کنون)

### اعضای پیشین
- الکساندر کورنیلون: بیس (۱۹۹۶ تا ۲۰۰۱)

## آثار

### آلبوم ها
- Terra Incognita (سال ۲۰۰۱)
- The Link (سال ۲۰۰۳)
- From Mars to Sirius (سال ۲۰۰۵)
- The Way of All Flesh (سال ۲۰۰۸)
- L'Enfant Sauvage (سال ۲۰۱۲)
- Magma (سال ۲۰۱۶)
- Fortitude (سال ۲۰۲۱)